# Schornbach (Schorndorf)
Schornbach ist ein Stadtteil von Schorndorf mit circa 1.900 Einwohnern, der in einem gleichnamigen Seitental des Remstals am Schornbach unterhalb der Berglen liegt. Auf einer Anhöhe befindet sich der zugehörige, aber separate Wohnplatz Mannshaupten.

## Geschichte

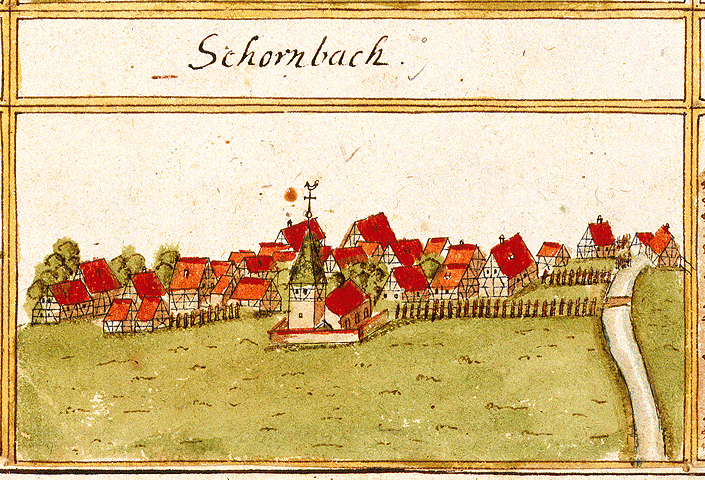
Schornbach 1686 (Ansicht aus den Forstlagerbüchern von Andreas Kieser)

Im Jahr 1264 gab Graf Ulrich I. von Württemberg einige Grundstücke in Schornbach dem Kloster Adelberg in Zahlung. Die Urkunde über dieses Geschäft erwähnt erstmals den Ortsnamen. Auch das Kloster Lorch besaß Güter vor Ort, die Graf Eberhard der Erlauchte 1293 unter württembergischen Schutz stellte, wobei zwischen Ober- und Unter-Schornbach unterschieden wurde. Schornbach war eine landwirtschaftlich geprägte, arme Gemeinde, deren Haupterwerb der Acker- und Weinbau darstellte. Während 1853 noch 96 Morgen zum Weinbau genutzt worden waren, wurde dieser – nach der Reblauskatastrophe – Anfang des 20. Jahrhunderts vor allem durch Obstbau ersetzt.

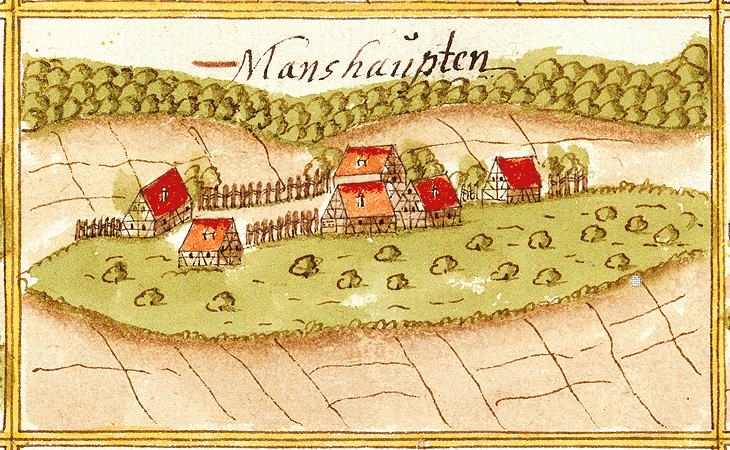
Mannshaupten 1686 (Ansicht aus den Forstlagerbüchern von Andreas Kieser)

Mannshaupten wurde erstmals 1424 erwähnt. Bis 1925 gehörte außerdem der Weiler Kottweil, der heute zur Gemeinde Berglen gehört, politisch zu Schornbach. Anlässlich der Gebietsreform wurde Schornbach am 1. Januar 1975 nach Schorndorf eingemeindet.

## Kirchliche Entwicklung
Ursprünglich war Schornbach Filial der konstanz’schen Pfarrei Buoch. Das Domkapitel errichtete – nach der Stiftung einer Kapelle (1472) – mit Zustimmung Württembergs 1496 hier eine eigene Pfarrei, die vom Kapitel mit einem Württemberger besetzt werden musste. Neben Konstanz hatten die Schorndorfer Pfarrei und die württembergische Kellerei Anteile am Zehnt. Das Patronatsrecht kam erst Anfang des 19. Jahrhunderts im Zuge der Säkularisation vom Bistum Konstanz über Baden an Württemberg.
Zur Kirchengemeinde gehört heute neben Schornbach und Mannshaupten der benachbarte Stadtteil Buhlbronn, der ein eigenes Kirchengebäude besitzt.

## Politik
Schornbach bildet zusammen mit Mannshaupten eine Ortschaft im Sinne der baden-württembergischen Gemeindeordnung mit eigenem aus zehn Mitgliedern bestehendem Ortschaftsrat.

## Wappen
Das Schornbacher Wappen zeigt wie das Schorndorfer zwei gekreuzte Schoren (Spaten), die in blau ausgeführt sind; darunter ein blauer Wellenbalken, der den Schornbach symbolisieren soll. Die Symbole sind auf einem weißen (silbernen) Schild dargestellt. Es ersetzte das alte Wappen von vor 1964, auf dem die drei württembergischen Hirschstangen und eine Schore abgebildet waren.

## Gebäude und Einrichtungen

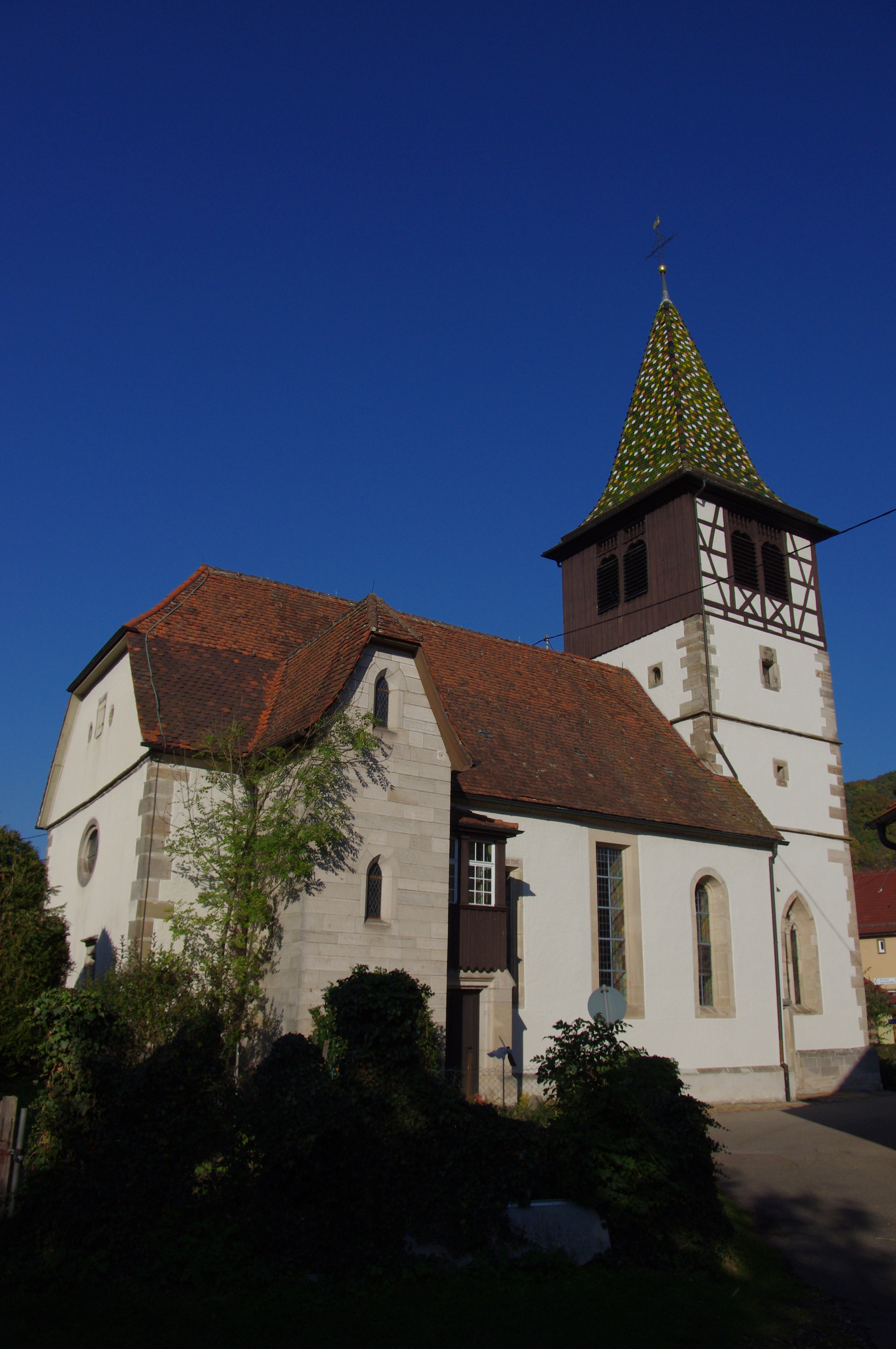
Schornbacher Kirche

### Kelter
Noch aus der Zeit des Weinbaus vor 1900 stammt die erstmals in einer Urkunde von 1467 erwähnte Kelter. Mit dem Ende des Weinbaus verlor das denkmalgeschützte Gebäude seine Bedeutung und diente als Abstellschuppen, Viehwaage, Schafstall, zuletzt als Feuerwehrhaus und Bauhof.

### Evangelische Kirche
Die Maria-Barbara-Katharina-Kirche wurde im Jahr 1471/1472 gestiftet und ist geprägt von ihrem alten Chorturm mit seiner Holzarchitektur. Der Innenraum ist mit einem spätgotischen Taufstein sowie mit einer Steinkanzel, einer Empore und einem Kruzifix, die aus der Renaissance stammen, ausgestattet.
Von 1829 bis zu seinem Tode am 1. Oktober 1840 wirkte der Pfarrer und Liederkomponist Friedrich Glück im Schornbach. Eine nach ihm benannte Straße, eine Ausstellung im Pfarrhaus (Friedrich-Glück-Gedenkstätte) sowie Gedenktafeln am Rathaus und auf dem Friedhof erinnern an ihn.

### Sonstige öffentliche Einrichtungen
In Schornbach gibt es einen kirchlichen und einen städtischen Kindergarten, eine Grundschule, einen Sportplatz, einen Tennisplatz sowie eine Mehrzweckhalle.

## Verkehr
Die Kreisstraße 1916 verbindet Schorndorf über Schornbach und die Berglen mit Winnenden. Ferner führt die Buslinie 244 des Verkehrs- und Tarifverbundes Stuttgart von Schorndorf über Schornbach zu verschiedenen Zielen auf den Berglen. Mannshaupten ist mit einer kleinen Straße an Schornbach angebunden.

## Persönlichkeiten
- Karl Grunsky (1871–1943), Historiker und Musikschriftsteller